# Tommys supersoffa
Tommys supersoffa är en finlandssvensk julkalender i Yle från 2013 i regi och manus av Monica Vikström-Jokela.

## Handling
Tommys pappa är jämt upptagen med att sälja soffor att han inte har tid för sin son. Tommy och sina systrar försöker på olika sätt få sin pappa att vara mer närvarande.

## Rollista
- Robin Wegelius – Tommy, 9 år
- Inka Louneva – Alma, 6 år
- Frida Hindsberg – Kajsa, 11 år
- Josefin Saanila – Emma, 4 år
- Abraham Sidibeh – Max, 6 år
- Henrik Pehkonen – Ingemar, 13 år
- Sonja Nordman – Alexandra, 14 år
- Cecilia Paul – mamma
- CG Wentzel – pappa
- Lilli Sukula-Lindblom – mormor
- Kris Gummerus – Stig
- Joanna Wingren – Titta
- Sonja Ahlfors – Hilja
- Anders Larsson – brevbärare

## Produktion

### Idé
Tanken att göra en dramaserie för barn om Tommy och hans systrar kom till när regissören tillika manusförfattaren Monica Vikström-Jokela besökte skolor för att berätta om sin bok Morris och Leia och träffade unga pojkar som frågade hur det gick för personerna efter boken. Detta ledde till uppföljaren Morris, Leia och papporna och manus till den här serien.

### Inspelning
Serien producerades av Handle Productions med stöd från Svenska Yle, Svenska kulturfonden och Finlands filmstiftelse.
I november 2012 påbörjades rollsättningen av serien. Hundratals ansökningar skickades in och 130 av dem provfilmades.
Seriens utescener spelades in i mars 2013 medan inomhusscenerna spelades in på sju veckor i en studio i Helsingfors sommaren 2013.

## Avsnitt
1. Lampskärmen
2. Rymdvarelser
3. Bollivoll
4. Soffan på vift
5. Kul eller cool?
6. Festen
7. En ny look
8. Chokopussar
9. Kajsas sötnos
10. Soffsångtävlingen
11. Emmas hundar
12. Lurvkorven
13. Luciatåget
14. Äggkoppsmysteriet
15. Kockhistorier
16. Tjuvfällan
17. Soffa i kras
18. Lägenhet till salu
19. Skrattsnuttar
20. En yeti på nätet
21. Två tomtar i fällan
22. Pappas plan
23. Snyggaste granen
24. Julgubbarna